# Epiphone
Epiphone — торговая марка гитар компании Gibson, до 1957 года — самостоятельная фирма-производитель музыкальных инструментов.

## История

### Самостоятельная фирма
Компания основана в 1873 году в османском городе Смирна скрипичным мастером Анастасиосом Статопулосом (греч. Αναστάσιος Σταθόπουλος), название образовано от слогов «epi» (греч. ἐπι) — уменьшительного имени сына основателя Эпаминондаса и «phone» (греч. φωνή) — «звук». В 1903 году Статопулос эмигрировал в США, где продолжил дело. Изначально фирма выпускала лютни и скрипки, позднее — мандолины. С 1915 года после кончины основателя фирму возглавил его сын Эпи. После первой мировой войны фирма освоила выпуск банджо, позднее — гитар. В 1943 году скончался Эпи Статопулос, и фирма перешла во владение его братьев Орфея и Фриксо.

### В рамках Gibson
В 1957 году фирма была поглощена компанией Мориса Генри Берлина Chicago Musical Instrument Company (CMI) (с 1944 года владевшей её основным конкурентом на рынке арктоп-гитар Gibson), такие модели как Emperor, Deluxe, Broadway и Triumph, по мнению некоторых музыкантов, превосходили продукцию Gibson.
Наиболее известной моделью Epiphone времён Gibson стала модель Casino. Она была выполнена в той же самой форме и конфигурации, что и гитары Gibson ES-330. Гитара обладает очень густым, насыщенным звуком, из-за чего отлично подходит для исполнения партий ритм-гитары. Эта модель приобрела широкую известность как гитара, используемая Джоном Ленноном из группы The Beatles.
В начале 1970-х годов инструменты марки Epiphone начали производиться в Японии, а в 1983 году производство переведено в Южную Корею. С 1980-х годов гитары Epiphone изготавливаются в основном в Корее, в Японии ведётся производство по лицензии, один из таких лицензиатов — компания Samick. В начале 2000-х годов производство в Корее и Японии практически прекращено, в 2002 году Gibson открыл завод в китайском городе Циндао, на котором изготавливаются исключительно гитары под маркой Epiphone.